# Барнетт, Леон
Леон Питер Барнетт (англ. Leon Peter Barnett, 30 ноября 1985, Лутон) — английский футболист, защитник.

## Карьера
Футбольную карьеру Барнетт начал в молодёжной команде «Лутона» в 2002 году. В сезоне 2002/03 он дебютировал за основной состав, выйдя на замену в матче розыгрыша Трофея Футбольной лиги против «Уокинга». В сентябре 2004 года Леон заключил свой первый профессиональный контракт. В ноябре Барнетт месяц провёл в аренде в клубе Южной футбольной лиги «Эйлсбери Юнайтед».
В сезоне 2005/06 Барнетт дебютировал в матчах Футбольной лиги, выйдя на замену на 90-й минуте матча с «Халл Сити». По ходу сезона он выходил на поле нерегулярно и всего за сезон он сыграл за «Лутон» в 22 матчах. В стартовой игре сезона 2006/07 с «Лестером» Леон забил первый гол в своей профессиональной карьере. «Лутон» по итогам чемпионата вылетел в дивизион ниже, но Барнетт, сыгравший за клуб в 43 матчах, по итогам голосования болельщиков был признан Игроком года в составе команды.
26 июля 2007 года Барнетт перешёл в «Вест Бромвич Альбион», сумма трансфера составила 2,5 млн фунтов, а контракт был подписан на четыре года. За новую команду Леон дебютировал в матче первого тура сезона 2007/08. В декабре после игры с «Лестером», выигранной со счётом 2:1, Барнетт попал в символическую сборную тура. По итогам сезона «Вест Бромвич» выиграл первенство и вышел в Премьер-лигу. После этого, по условиям контракта, «Лутон» получил дополнительную выплату в размере 250 тысяч фунтов.
В матче первого тура сезона 2008/09 Барнетт дебютировал в Премьер-лиге. В сентябре две его ошибки в игре с «Астон Виллой» привели к поражению «Вест Бромвича» со счётом 1:2. После этого Леон выбыл из основного состава и пропустил следующие восемь игр. В этом же сезоне он получил травму колена и пропустил концовку чемпионата. В сезоне 2009/10 Барнетт уже не был игроком основы и в ноябре клуб отдал его в аренду в «Ковентри Сити», за который он выступал до конца чемпионата.
26 августа 2010 года Леон вновь отправился в аренду — в «Норвич Сити», который из-за травм потерял Майкла Нельсона и Зака Уитбреда. 10 декабря клубы достигли соглашения и с 1 января 2011 года Барнетт стал игроком «Норвича». По итогам сезона «Норвич» занял второе место в Чемпионшипе и вышел в Премьер-лигу. 26 сентября 2011 года Леон забил свой первый гол в Премьер-лиге в ворота «Сандерленда».
14 марта 2013 года Барнетт на правах аренды сроком на месяц перешёл в «Кардифф Сити». В апреле клубы договорились о продлении аренды до конца сезона, но вскоре «Норвич» отозвал игрока из-за травм Майкла Тернера и Стивена Уиттакера.
1 августа 2013 года Барнетт перешёл в «Уиган», подписав контракт на три года. За новый клуб он забил в первой же игре в ворота «Барнсли». 8 октября Леон дебютировал в Лиге Европы, сыграв против «Марибора». 28 ноября он забил первый для себя гол в еврокубках, отличившись в матче с «Зюлте-Варегем». Всего в сезоне 2013/14 Барнетт сыграл за клуб в 53 матчах различных турниров. В следующем сезоне он играл реже, выйдя на поле в 21 игре. По итогам чемпионата 2014/15 «Уиган» выбыл в дивизион ниже. В Лиге один команда провела всего один год, выиграв чемпионат 2015/16. По окончании сезона руководство клуба объявило о том, что не планирует продлевать контракт с Барнеттом.
19 июля 2016 года Леон подписал двухлетний контракт с «Бери». В сентябре он получил травму, из-за которой пропустил большую часть первой половины сезона. Вернулся в состав он в феврале 2017 года и до конца года был одним из игроков основы клуба. Всего в сезоне 2016/17 Барнетт сыграл в 26 матчах.
31 мая 2017 года он подписал двухлетний контракт с «Нортгемптон Таун».